# Oton Vinski
Oton Vinski (születési neve: Otto Weiss, Eszék, 1877. március 20. – Jasenovaci koncentrációs tábor, 1942.) horvát közgazdász, befolyásos zágrábi bankár, akit a holokauszt során öltek meg az usztasák.

## Élete és pályafutása
Otto Weiss néven született 1877. március 20-án Eszéken, Franjo és Berta Weiss zsidó szülők gyermekeként. Felesége a zágrábi Štefanija Aleksander volt, aki a neves zsidó családból származott. Két fia született: Zdenko és Ivo. 1918-ban kérte Weiss vezetéknevének megváltoztatását Vinskire, majd 1921-ben zágrábi polgárjogot kapott. Ügyészként és a zágrábi „Hrvatska eskomptne banka” igazgatójaként dolgozott. Zágráb egyik legtehetősebb lakosa volt, akinek több zágrábi ingatlantulajdona volt. Övé voltak a Tuškanac 16/c; Draškovićeva utca 1; Mesnička utca 35; és Krajiška utca 25. számú házak. A második világháború és a Független Horvát Állam (NDH) idején Vinskit és családját mentesítették a Dávid-csillag és a Ž betű (a zsidó jelzése) viselése alól. Továbbra is lakásukban lakhattak. Ennek ellenére Otont és anyósát, Ilka Aleksandert 1942-ben letartóztatták az usztasák. Mire Oton felesége, Štefanija hazaért, már nem volt ott senki. Közvetlenül a letartóztatás után a jasenovaci koncentrációs táborba deportálták őket, ahol mindkettőjüket megölték. Oton felesége és fiai csak a puszta szerencse révén menekültek meg a Jasenovacba deportálástól és a haláltól. Štefanija Vinski 1959-ben halt meg Zágrábban. Oton fiai a szocialista Jugoszlávia idején a társadalom kiemelkedő tagjai voltak, Zdenko régész, Ivo pedig közgazdász volt.

## Fordítás
Ez a szócikk részben vagy egészben  az   Oton Vinski című szerbhorvát Wikipédia-szócikk ezen változatának fordításán alapul.  Az eredeti cikk szerkesztőit annak laptörténete sorolja fel. Ez a jelzés csupán a megfogalmazás eredetét és a szerzői jogokat jelzi, nem szolgál a cikkben szereplő információk forrásmegjelöléseként.